# Elezioni amministrative in Italia del 1947
Le elezioni comunali del 1947 coinvolsero quei comuni italiani che erano andati già in crisi dopo un solo anno di ristabilimento democratico. I casi furono pochi, ma spiccò quello della capitale, commissariata per dieci mesi.

## Elezioni comunali

### Roma
| Liste                                             | Voti    | %     | Seggi |
| ------------------------------------------------- | ------- | ----- | ----- |
| Blocco del Popolo (PCI-PSIUP)                     | 207.903 | 33,34 | 28    |
| Democrazia Cristiana (DC)                         | 203.916 | 32,70 | 27    |
| Fronte dell'Uomo Qualunque (FUQ)                  | 65.559  | 10,51 | 8     |
| Partito Repubblicano Italiano (PRI)               | 36.645  | 5,88  | 5     |
| Partito Nazionale Monarchico (PNM)                | 32.776  | 5,26  | 4     |
| Movimento Sociale Italiano (MSI)                  | 24.575  | 3,94  | 3     |
| Partito Socialista dei Lavoratori Italiani (PSLI) | 24.342  | 3,91  | 3     |
| Partito Liberale Italiano (PLI)                   | 11.572  | 1,86  | 1     |
| Altri                                             | 16.223  | 2,60  | 1     |
| Totale                                            | 623.574 |       | 80    |

### Campobasso
Le elezioni si tennero il 30 novembre.
| Liste                                             | Voti   | %    | Seggi |
| ------------------------------------------------- | ------ | ---- | ----- |
| Democrazia Cristiana (DC)                         | 3.057  | 28,8 |       |
| PLI -FUQ                                          | 2.929  | 27,6 |       |
| PSI - PCI                                         | 2.614  | 24,6 |       |
| Partito Repubblicano Italiano (PRI)               | 928    | 8,7  |       |
| Partito Socialista dei Lavoratori Italiani (PSLI) | 656    | 6,2  |       |
| Movimento Sociale Italiano (MSI)                  | 431    | 4,1  |       |
| Totale                                            | 10.615 |      | 40    |

### Caserta
Le elezioni si tennero il 21 settembre.
| Liste                                             | Voti   | %    | Seggi |
| ------------------------------------------------- | ------ | ---- | ----- |
| Lista Gallo (Indipendenti di destra)              | 7.494  | 42,8 |       |
| Blocco del Popolo (PSI-PCI)                       | 3.650  | 20,9 |       |
| Democrazia Cristiana (DC)                         | 3.187  | 18,2 |       |
| PLI - PNM                                         | 1.911  | 10,9 |       |
| Movimento Sociale Italiano (MSI)                  | 737    | 4,2  |       |
| Partito Socialista dei Lavoratori Italiani (PSLI) | 517    | 3,0  |       |
| Totale                                            | 17.496 |      | 40    |